# ARCHIVA: obras maestras del arte feminista en México
Archiva: obras maestras del arte feminista en México es un proyecto de la artista visual mexicana Mónica Mayer, que reúne 76 obras maestras del arte feminista en México. Fue concebido para cuestionar los cánones y mecanismos de legitimación establecidos por el sistema artístico, y los procesos de invisibilización del arte de las mujeres y el arte feminista en particular, en el año 2013.

## Descripción
Archiva, está creado como un expediente que reúne en un archivo portátil las fichas de 76 obras que ella seleccionó y definió como obras maestras del arte feminista en México. Mónica Mayer realizó una selección de piezas de distintas generaciones, que consideró feministas en su práctica, por su contenido y por el contexto en que presentan su obra, aunque no sean militantes ni planteen su trabajo como feminista. Esta pieza ha sido presentada por su autora en diversos contextos utilizando el performance y a través de conferencias performanceadas. Así lo explica ella:

Las artistas seleccionadas son feministas en la práctica aunque no todas sean militantes. No necesariamente se plantean su trabajo como arte feminista, pero por su contenido y/o por el contexto en el que lo han presentado, lo es.
La selección abarca varias generaciones, incluyendo a las artistas setenteras que empezamos a participar en exposiciones de mujeres artistas o de arte feminista y llega hasta las generaciones más recientes de aguerridas artistas feministas.
Mónica Mayer

El expediente contiene 76 fichas de 71 artistas y colectivas de arte feminista, así como por los perfomances que se realizan durante cada activación de Archiva.   

En el 2016, gracias a la activación de Archiva durante la exposición Si tiene dudas pregunte...: una exposición retrocolectiva de Mónica Mayer en el Museo Universitario de Arte Contemporáneo de la Universidad Nacional Autónoma de México, se dio origen a la Editatona de Mujeres Artistas Mexicanas que se viene realizando anualmente desde entonces.

## Antecedentes
Mónica Mayer ha realizado desde los inicios de su carrera artística piezas de arte relacionadas con el archivo. Una de ellas se llamó Visitas a archivos, a través de la cual en el  2011 realizó el proyecto Visita al archivo Olivier Debroise: entre la ficción y el documento en el Museo Universitario Arte Contemporáneo en la Ciudad de México y en 2012 comenzó a  trabajar en la Visita al archivo Ana Victoria Jiménez, experiencia que le resultó muy educativa puesto que Ana Victoria Jiménez estuvo involucrada en diferentes organizaciones de mujeres artistas a lo largo de su vida y formó parte del Movimiento Nacional de Mujeres desde los albores del movimiento feminista. Desde ese momento comenzó a  documentar el movimiento a través de sus fotografías y coleccionando volantes, carteles y publicaciones relacionadas con éste:

De entrada me sorprendió cuánto han cambiado las cosas. En la primera protesta feminista en la que participé en 1977 y que Ana Victoria documentó, éramos unas cuantas mujeres exigiendo nuestros derechos. Hoy, el aborto es legal en la ciudad de México. A manera de reactivación de estos documentos, del impulso detrás de la lucha, propuse hacer una nueva manifestación que abordase la problemática de la maternidad voluntaria en la actualidad. Para ello, con el Taller de Activismo y Arte Feminista (TAAF), organizamos el proyecto No a las maternidades secuestradas que incluyó La protesta del día después, una manifestación/performance que realizamos en el Zócalo el 11 de mayo de 2012. En segundo lugar, me llamó la atención descubrir lo integradas estaban las prácticas artísticas a las manifestaciones en los setentas y notar que esto jamás se menciona en la historia del arte mexicano y difícilmente en la del feminismo.
Mónica Mayer

Después de revisar el archivo de Jiménez, comienza a gestarse Archiva; obras maestras del arte feminista en México, al ir reuniendo material utilizado para realizar performances e intervenciones donde se proporcionaba información a los distintos grupos participantes sobre el trabajo de otras artistas mujeres.

## Índice de mujeres artistas feministas
Forman parte de Archiva 71 artistas y colectivas de arte feminista, de las cuales se desprenden las 76 obras maestras del arte feminista en México, de acuerdo con Mónica Mayer:
1. Adriana Calatayud
2. Ana Barreto
3. Ana Victoria Jiménez
4. Andrea Camarelli
5. Andrea Ferreyra
6. Bio-Arte
7. Carla Rippey
8. Carol Borja
9. Elizabeth Romero
10. Elizabeth Ross
11. Erika Trejo
12. Fabiola Aguilar
13. Fanny Rabel
14. Fru Trejo
15. Gabriela Olivo de Alba
16. Georgina Santos
17. Gisela Cázares
18. Gladys Villegas
19. Grace Quintanilla
20. Guadalupe Sánchez Sosa
21. Herminia Dosal
22. Hilda Campillo
23. Ina Riaskov
24. Inda Saénz
25. Julia Antivilo
26. Karla Díaz Aldeco Añorve
27. La corona
28. La revuelta
29. Las sucias
30. Laura Anderson Barbata
31. Laura García
32. Leticia Ocharán
33. Lyliana Chávez
34. Liliana Marin
35. Liz Misterio
36. Lorena Méndez
37. Lorena Orozco
38. Lorena Wolffer
39. Lucero González
40. Madre Araña
41. Magali Lara
42. María Ezcurra
43. María Eugenia Chellet
44. Maris Bustamante
45. Maru de la Garza
46. Mine Ante
47. Mirna Roldán
48. Miroslava Tovar
49. Mónica Mayer
50. M.O.R.R.A.S.
51. Natalia Eguiluz
52. Nelly César
53. Niña Yhared (1814)
54. Noemí Ramírez
55. Nunik Sauret
56. Paola Esquivel
57. Patricia Torres
58. Pola Weiss
59. Polvo de Gallina Negra
60. Producciones y Milagros
61. Rotmi Enciso
62. Ruth Vigueiras
63. Sonia Félix Cherit
64. Susana Campos
65. Telemanita A.C.
66. Teresa Serrano
67. Tlacuilas y Retrateras
68. Vida Yovanovich
69. Ximena Bedregal
70. Yan María Yaoyólotl
71. Yolanda Andrade

## Colecciones
Archiva, pertenece a colecciones de museos y centros de documentación como:
- Museo Universitario de Arte Contemporáneo de la Universidad Nacional Autónoma de México.
- Live Art Development Agency, Reino Unido.
- Museo de la Mujer de la Universidad Nacional Autónoma de México.[12][13][14]